# 杜斑灰蝶屬
杜斑灰蝶屬（學名：Durbania）是灰蝶科圓灰蝶亞科琳灰蝶族中的一個屬。物種分佈於非洲。

## 物種
- 杜斑灰蝶 Durbania amakosa
- 黎杜斑灰蝶 Durbania limbata